# Place Notre-Dame (Grenoble)
La place Notre-dame est une voie publique de la commune française de Grenoble, dans le département français de l'Isère en région Auvergne-Rhône-Alpes. Située dans le quartier Notre-Dame, la place Notre-Dame, est marquée par la présence de la cathédrale et d'une fontaine monumentale mais aussi entièrement traversée par le tramway, est entourée de bars et de restaurants, qui ouvrent de grandes terrasses. Elle est située dans le quartier grenoblois qui porte son nom, non loin des quais de l'Isère et du musée de Grenoble.

## Situation et accès

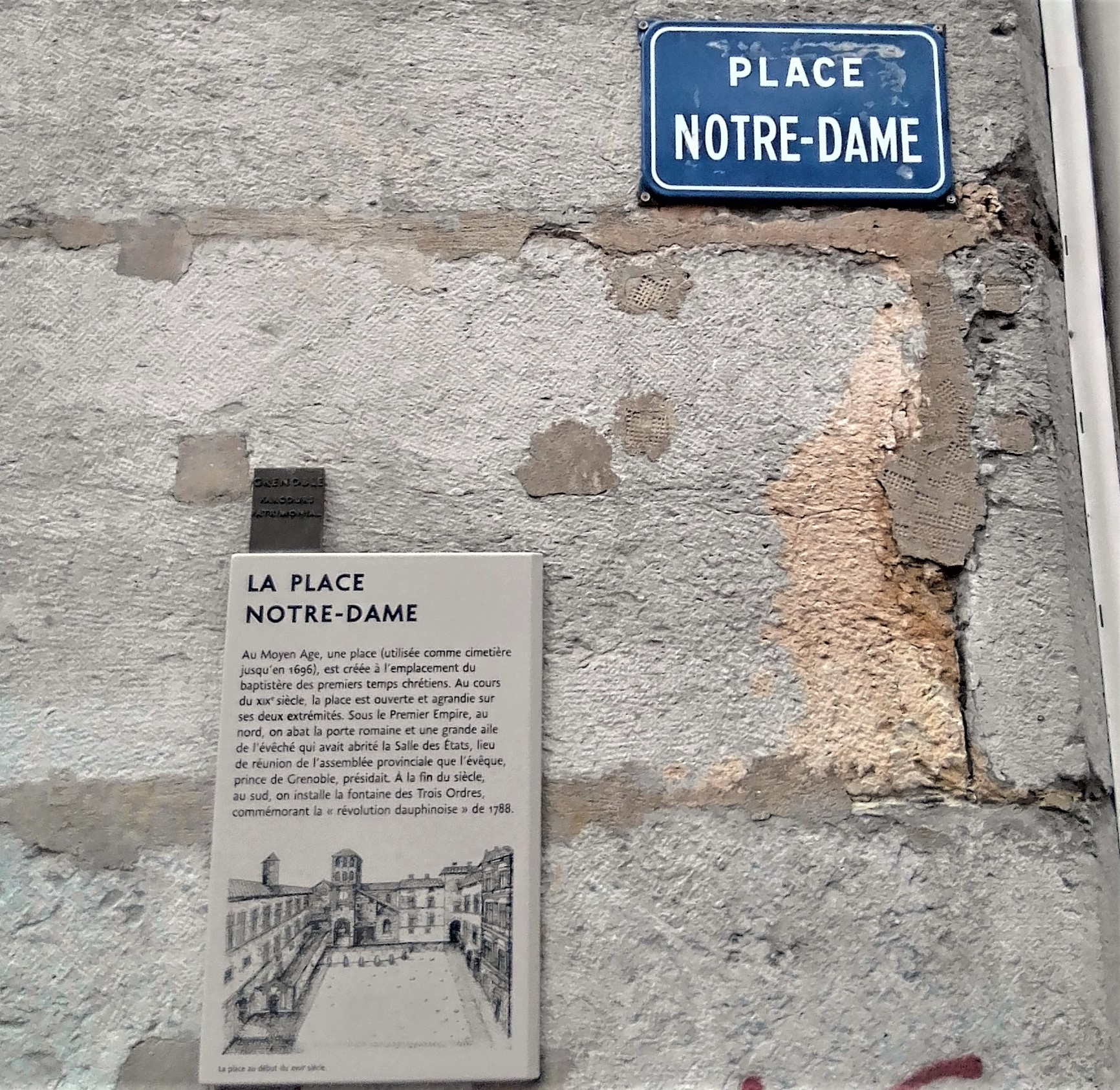
Plaques de la place Notre-Dame

### Situation
En partant du nord, et dans le sens des aiguilles d'une montre, la place donne accès aux voies suivantes, selon les références toponymiques fournies par le site géoportail de l'Institut géographique national:
- Nord : rue Frédéric Taulier (qui permet de rejoindre le quartier de l'Île Verte)
- Nord-est : rue Très-Cloitres (qui permet de rejoindre le quartier Très-Cloitres)
- Est : rue Saint-Hugues
- Sud-est : rue Bayard
- Sud : rue Président-Carnot
- Sud-ouest : rue Brocherie (qui permet de rejoindre le palais du Parlement du Dauphiné)
- Nord-ouest : rue Chenoise (qui permet de rejoindre le quartier Saint-Laurent)

### Accès
La place, comprise dans la zone piétonne de la principale zone commerciale du centre-ville, est accessible aux passants depuis n'importe quel point de ce quartier.
La place est principalement desservie par les lignes B et D du réseau de tramway de l'agglomération grenobloise. La station la plus proche (située à moins de deux cents mètres) se dénomme Notre-Dame - Musée.

## Origine du nom
Cette place été nommée ainsi en raison de sa proximité immédiate avec la cathédrale Notre-Dame de Grenoble

## Historique
La partie septentrionale de la place (en direction de l'Île Verte) correspond à l'emplacement de la porte Herculea, l’une des deux portes primitives de l’enceinte romaine, érigée entre 286 et 293. La cathédrale est édifiée au Xe siècle, succédant ainsi à une chapelle ou une église (dédiée à Saint Hugues) édifiée au IVe siècle en bordure du rempart romain. La place a également hébergé un cimetière qui s'étendait devant l'église puis la cathédrale. Devenu trop petit, il fut transféré en 1694 dans la rue Pasqualine ou des Mûriers (devenue ensuite la rue Abbé-de-la-Salle) qui se trouvait à l'époque près des remparts.
En 1888, la mairie fit édifier la fontaine dite des Trois ordres en remplacement d'une petite fontaine. Ce monument fut inauguré en 1897 par le Président de la République Felix Faure lors de sa visite officielle à Grenoble.

## Bâtiments remarquables et lieux de mémoire

### Monuments actuels
- Cathédrale Notre-Dame de Grenoble, édifice religieux datant du Xe siècle
- Fontaine des trois ordres, édifice civil datant de 1897
- Musée de l'Ancien Évêché dont le niveau en sous-sol se situe en partie sous la place (parvis de la cathédrale). Il abrite les vestiges du baptistère et du rempart romain. Plusieurs maquettes reconstituant Cularo aident à la compréhension du positionnement de la cathédrale à l'intérieur des remparts et la représentation en détail de ces derniers.

### Monuments disparus
- Porte Herculea, ou porte Viennoise, une des portes de l'enceinte romaine de Grenoble, édifiée au IIIe siècle et démolie au début du XIXe siècle[4].

### Immeuble remarquable
La maison aux colonnes qui fait face à la cathédrale est bâtie sur les vestiges de la porte romaine, détruite en 1802-1804 après l’effondrement accidentel de l’une de ses tours. Outre une collone très ancienne, il subsiste à droite du portail, un pan de mur arrondi de la deuxième tour qui encadrait l'ancienne porte romaine.

Quelques photos de la place Notre-Dame
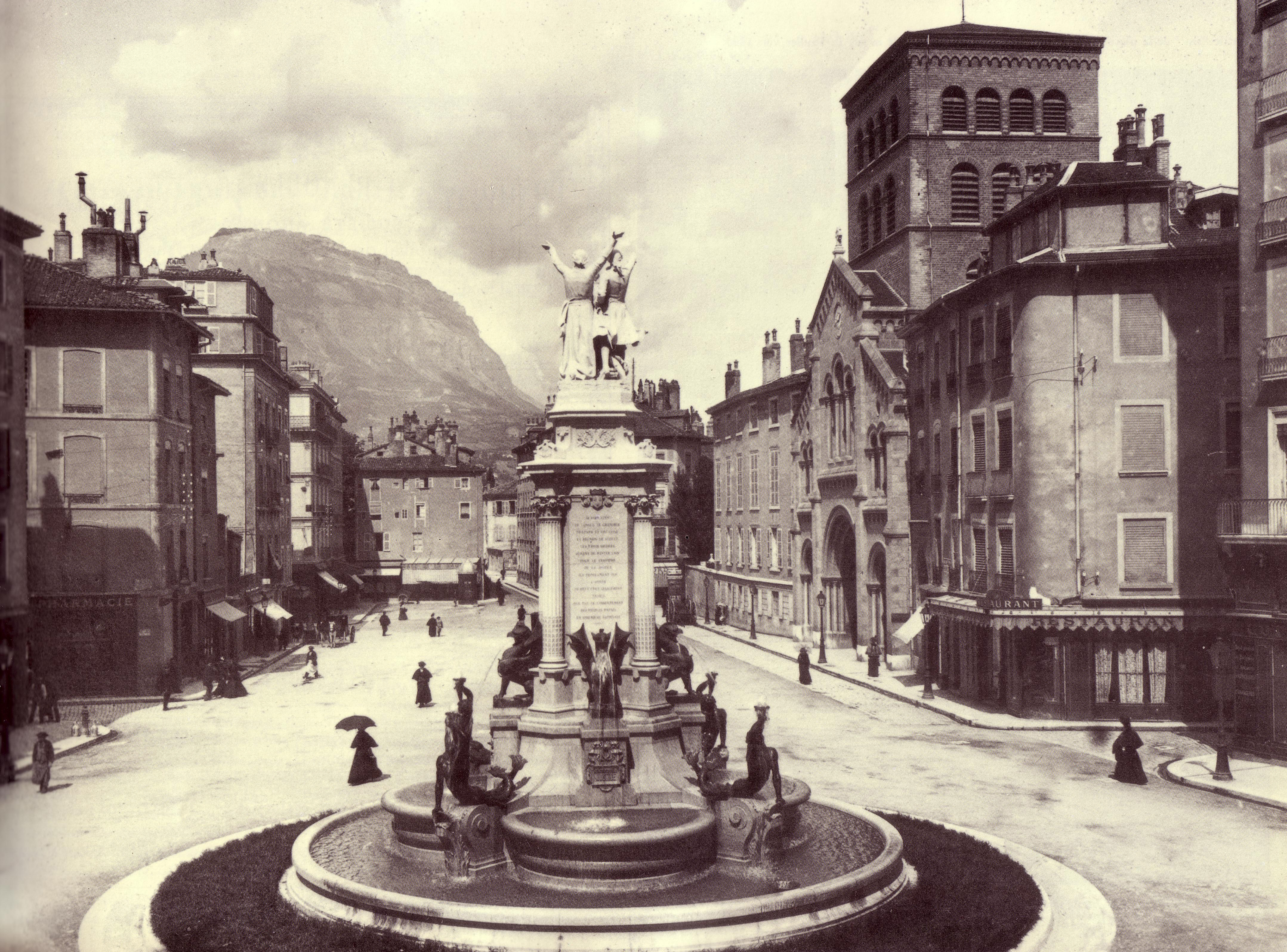
Place Notre-Dame à la fin du XIXe siècle
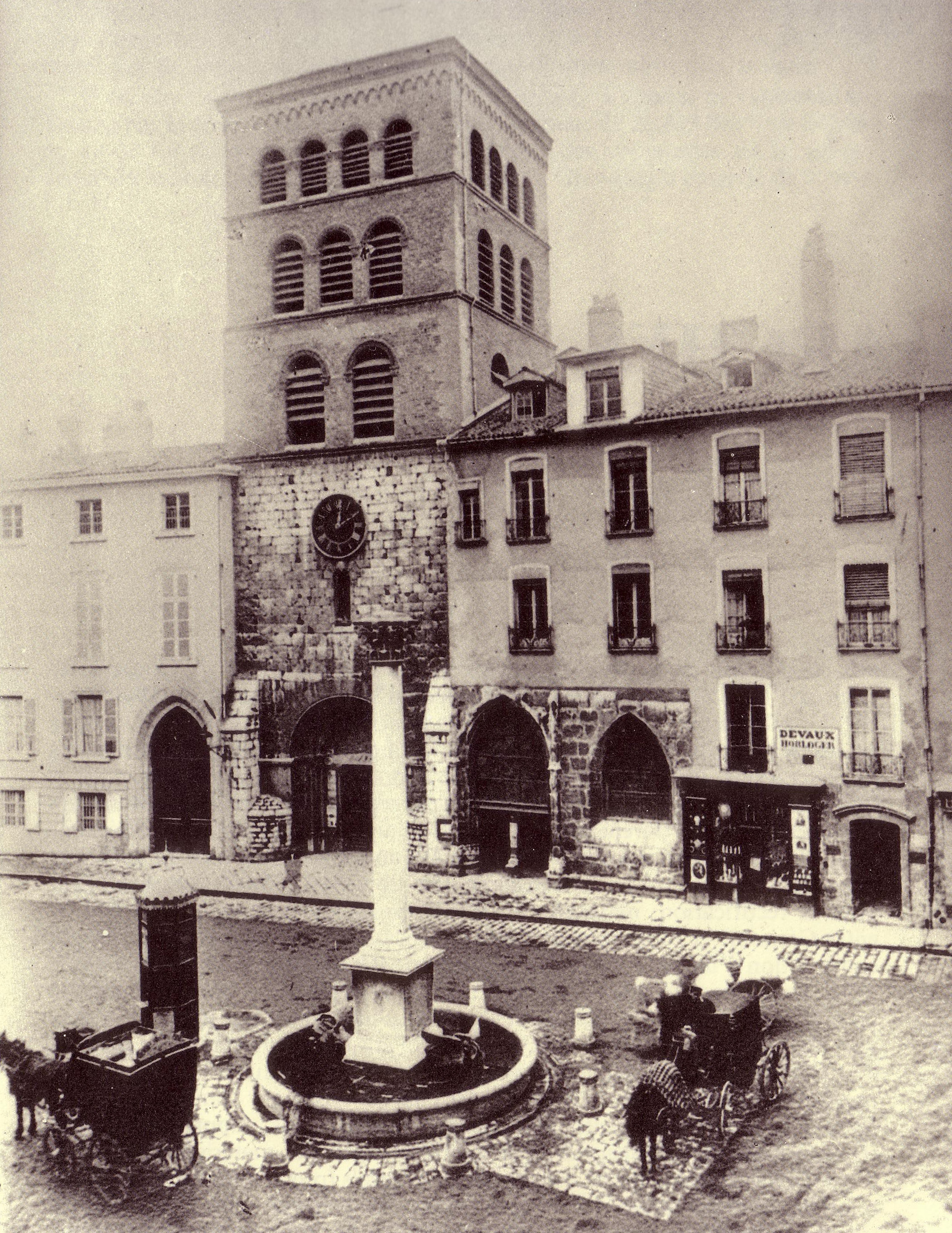
Place Notre-Dame en 1880
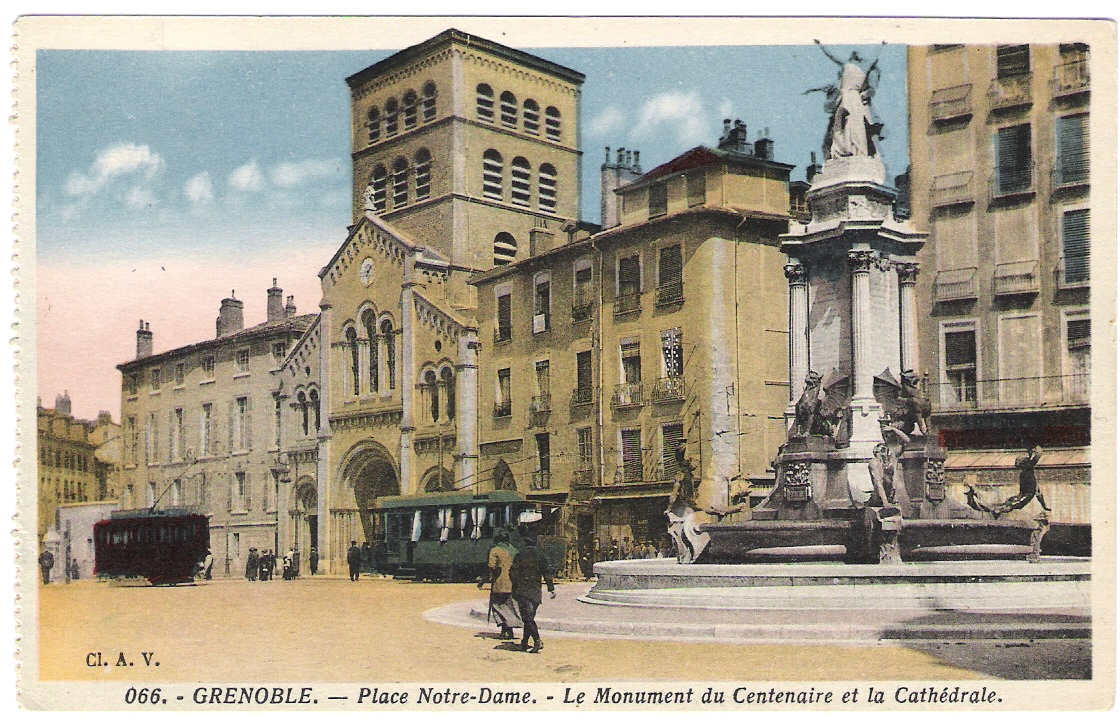
Place Notre-Dame en 1897
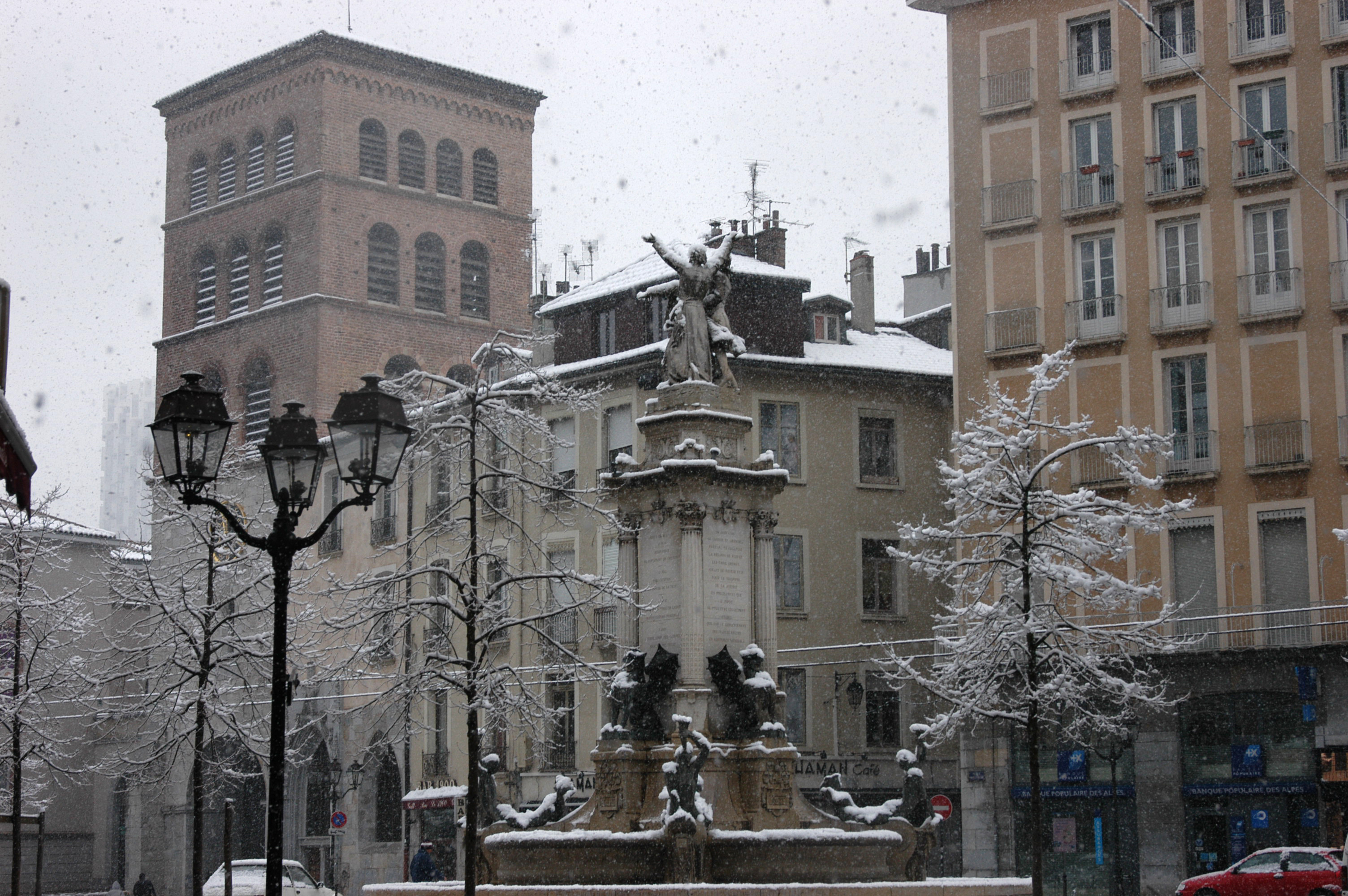
Place Notre-Dame en 2005
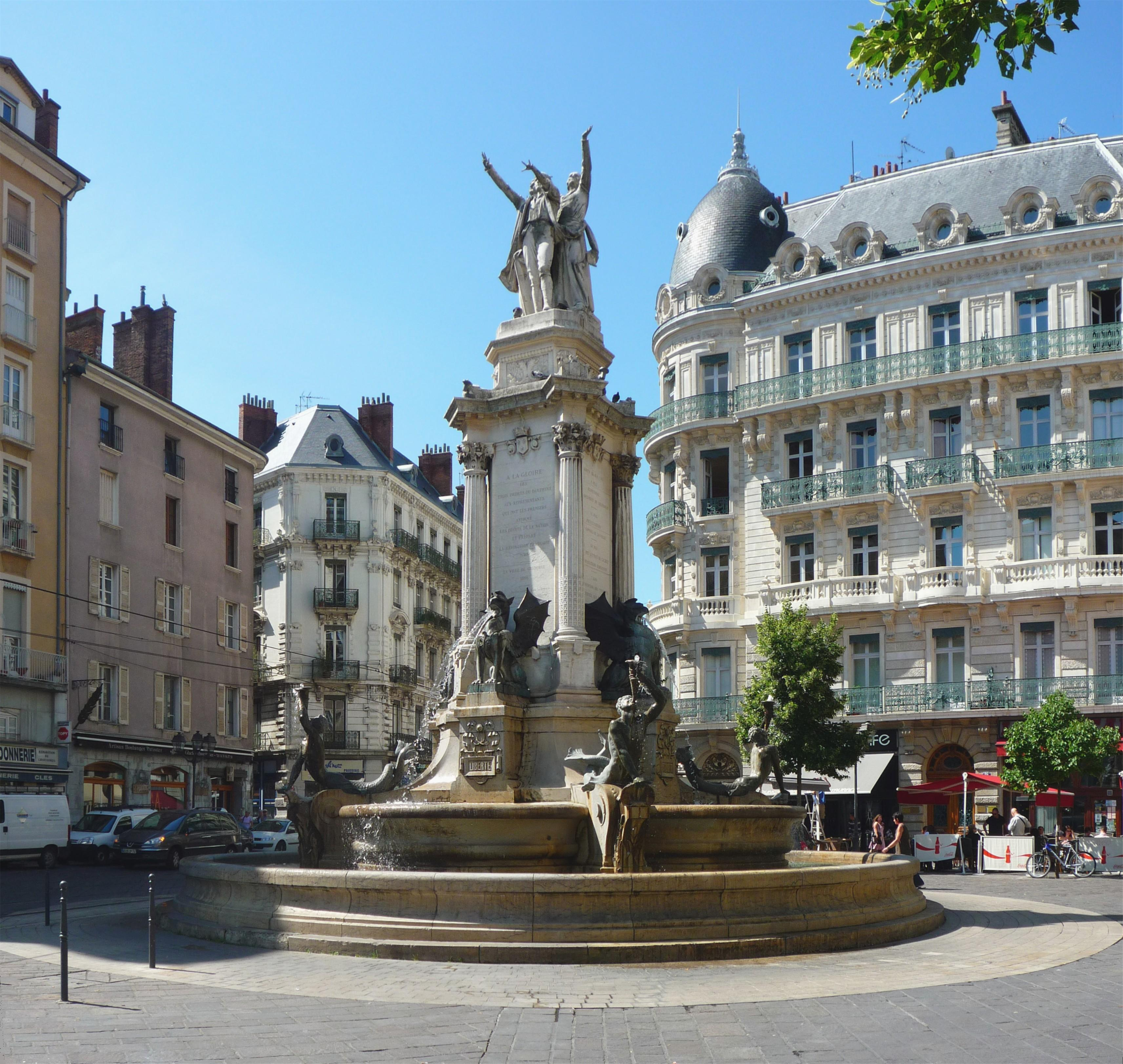
Place Notre-Dame (Fontaine des 3 ordres)
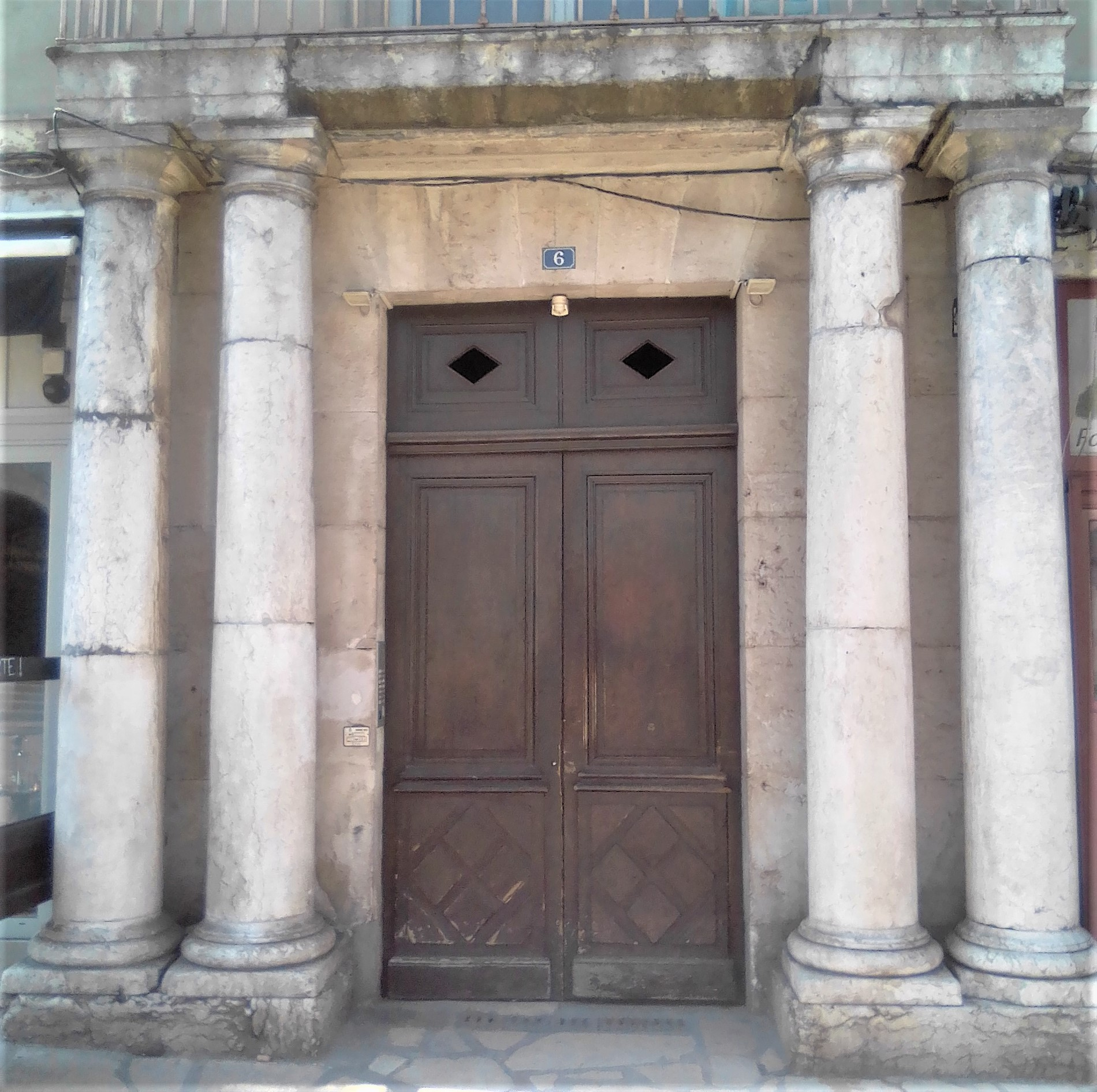
Maison aux colonnes de Grenoble